# Comuna Răstoace, Putila
Răstoace (în ucraineană Розтоки, transliterat: Roztokî) este o comună în raionul Putila, regiunea Cernăuți, Ucraina, formată din satele Gropi, Ocolena, Răstoace (reședința) și Tovarnițea.

## Demografie
Componența lingvistică a comunei Răstoace
     Ucraineană (99,47%)
     Alte limbi (0,44%)
Conform recensământului din 2001, majoritatea populației comunei Răstoace era vorbitoare de ucraineană (99,47%), existând în minoritate și vorbitori de alte limbi.